# IC 913
IC 913 је спирална галаксија у сазвјежђу Волар која се налази на листи објеката дубоког неба у Индекс каталогу.
Деклинација објекта је + 23° 10' 1" а ректасцензија 13h 41m 29,7s. Привидна величина (магнитуда) објекта IC 913 износи 14,6 а фотографска магнитуда 15,4. IC 913 је још познат и под ознакама UGC 8664, MCG 4-32-29, CGCG 131-25, IRAS 13391+2325, PGC 48458.